# Territorium
Ett territorium är ett geografiskt område inom vilket en viss makt eller organisation råder. Begreppet är framför allt kopplat till folkrättens beskrivning av nationell suveränitet. Det kan också användas för områden inom en nation, eller i överförd bemärkelse för icke-statlig organisering.

## Nationella territorier
En stats territorium är det område som ligger innanför statens gränser. Territoriet består av mark-, luft- och sjöterritorium. Begreppet kan användas om både suveräna staters, federationers (förbundsstaters), konfederationers och deras ingående delars geografiska områden.
I en enhetsstat eller federation kan det finnas autonoma delar, med hel eller delvis egen territoriell integritet. En federation kan också ha olika typer av ingående delar, med olika hög grad av självständighet och territoriell integritet. Ryssland har exempelvis delrepubliker, oblaster (provinser/regioner) och autonoma oblaster, krajer (territorier), autonoma distrikt och federala städer, med skiftande villkor. I tidigare brittiska kolonier har territorier här betytt områden som ännu inte uppnått ställning som provins eller delstat, ofta direkt underlagda den federala regeringens eller parlamentets styrning. Typiska exempel är USA under expansionen västerut samt dagens Australien och Kanada. Frankrike har organiserat sina utomeuropeiska besittningar i två kategorier, där Frankrikes utomeuropeiska departement räknas som fullständigt integrerade delar av Republiken medan de utomeuropeiska förvaltningsområdena inte utgör en del av Frankrikes territorium utan har en högre grad av självständighet. 
Medborgare bosatt på federalt territorium kan ibland ha mindre politiskt inflytande än medborgarna i en delstat. Exempelvis kunde invånarna i det amerikanska federala distriktet Washington D.C. inte rösta i presidentval förrän 1968, och saknar representation i USA:s kongress.
Även om delarna i en federativ stat kan ha långtgående autonomi är det dock den federala staten som folkrättsligt utgör den suveräna statsbildningen.

## Juridiska konsekvenser
Territorier avgör ofta gränsen för en rättsstats makt (så kallad geografisk jurisdiktion). Exempel på detta är hur ett lands försvar får agera i ett visst område, och vilket lands lag som gäller var. I Sverige gäller till exempel som huvudregel att svensk domstol bara kan döma över brott som begåtts på svensk territorium.
Frälsningsarmén är internationellt indelat i olika territorier. Dessa territorier kan vara ett enskilt land eller flera länder, till exempel det svensk-lettiska territoriet. Större länder/stater såsom USA eller Australien kan i stället vara uppdelat i flera mindre territorier, till exempel östra, västra, norra och södra territorierna.